# Carmen Añón Feliú
Carmen Añón Feliú (Barcelona, 15 de maig de 1931) és una paisatgista espanyola, especialista en paisatges culturals i històrics.
Nascuda a Barcelona, es va establir a Madrid el 1941. Va ser directora dels projectes de rehabilitació per als jardins de la Isla i del Rey a Aranjuez, La Granja, Campo del Moro, la Zarzuela, Palau de la Moncloa, Jardins de la Casita del Príncipe d'El Pardo, els Jardins de la Casita del Príncipe d'El Escorial, els Jardins de la Quinta del Duque del Arco, els Jardins del Monestir d'El Escorial i Claustre i Jardins del Monestir de les Descalzas Reales.
Va ser regidora de l'Ajuntament de Madrid a la corporació 1979-1983, elegida per la Unió de Centre Democràtic (UCD). El 2017 va rebre el Premi Nacional de Restauració i Conservació de Bens Culturals del Ministerio de Educación, Cultura y Deporte.